# یاقوتوو
یاقوتوو (انگلیسی: Yakutovo) یک شهرک در شهرستان کویورگازینسکی جمهوری باشقیرستان در کشور روسیه است.